# Список историко-культурных ценностей Дрибинского района
Историко-культурные ценности Дрибинского района — объекты архитектуры, археологии, истории и искусства, памятники градостроительства и заповедные места на территории Дрибинского района Могилёвской области, находящиеся под государственной охраной Республики Беларусь.
В Дрибинском районе историко-культурными ценностями признаны 8 объектов, из которых 5 — памятники истории, 2 — памятники архитектуры, 1 — памятник археологии.
6 объектов — историко-культурные ценности регионального значения, 1 объект — историко-культурная ценность республиканского значения.

## Историко-культурные ценности Дрибинского района
| Фото | Код        | Название | Датировка       | Населеный пункт | Месторасположение                                     | Категория | Координаты                                                        |
| ---- | ---------- | --- | --------------- | --------------- | ----------------------------------------------------- | --------- | ----------------------------------------------------------------- |
|      | 513В000909 | Стоянка | каменный век    | х. Осиновка     | 0.4 км на север от деревни, на правом берегу р. Проня | 3         |                                                                   |
|      | 513Д000441 | Братская могила | 1943—1944 годы  | д. Головичи     |                                                       | 3         |                                                                   |
|      | 513Д000454 | Братская могила | 1943—1944 годы  | д. Кричеватка   |                                                       | 3         |                                                                   |
|      | 513Д000458 | Братская могила | 1944 год        | аг. Черневка    |                                                       | 3         |                                                                   |
|      | 513Д000453 | Братская могила | 1943—1944 годы  | г. п. Дрибин    |                                                       | 3         |                                                                   |
|      | 513Д000457 | Братская могила | 1943—1944 годы  | аг. Рясно       |                                                       | 3         |                                                                   |
|      | 512Г000456 | Комплекс бывшей усадьбы — усадебный дом, лепной декор на потолке и стенах, остатки хозяйственных построек и спиртзаводу | конец XIX века  | аг. Рясно       |                                                       | 2         |                                                                   |
|      | 512Г000455 | Руины костёла Святого Казимира                                                                                          | начало XIX века | аг. Рясно       |                                                       | 2         | 54°00′42″ пн. ш. 31°11′41″ у. д.HGЯO Wikimedia \| © OpenStreetMap |